# مارك مانز
الفريق السير مارك فرانسيس نويل مانز (بالإنجليزية: Mark Francis Noel Mans)‏ (من مواليد 1955) ضابط رفيع المستوى في الجيش البريطاني عمل كمدير عام لقوات المملكة المتحدة.

## المسيرة العسكرية
تعلم في مدرسة بيرخامستد ثم عين مانز في المهندسين الملكيين في عام 1974. خلال حرب الخليج الثانية كان ضابطا يقود سرب الدعم الميداني السابع والثلاثين. تم نشره لاحقا في البوسنة والهرسك. في فبراير 2005 أصبح نائبا للقائد العام للقوات متعددة الجنسيات في العراق.
عمل نائبا للمدير العام وتولى هذا التعيين في عام 2006 قبل أن يصبح أمينا عسكريا في مارس 2008. في سبتمبر 2009 تم تعيينه قائد القوات الإقليمية في القيادة البرية. ثم في ديسمبر 2009 تم تعيينه مساعد عام للقوات مع مسؤولية كل من الموظفين والدعم.
حصل على وسام الملكة للخدمة القيمة في عام 1996 وعين قائدا لأمر الإمبراطورية البريطانية في عام 2005 في تكريمات عيد الميلاد ومنح وسام الإستحقاق الأمريكي في ديسمبر 2006. تم تعيينه قائد فارس لآمر الطريق في عام 2012 ضمن تكريمات السنة الجديدة.
عين مانز كبير المهندسين الملكيين في 14 سبتمبر 2013.